# Memphis Depay
Memphis Depay (phát âm tiếng Hà Lan: [ˈmɛmfɪs dəˈpɑi], sinh ngày 13 tháng 2 năm 1994) là một cầu thủ bóng đá chuyên nghiệp người Hà Lan hiện đang thi đấu ở vị trí tiền đạo cho câu lạc bộ Campeonato Brasileiro Série A Corinthians và đội tuyển bóng đá quốc gia Hà Lan.
Anh bắt đầu sự nghiệp chuyên nghiệp của mình với Câu lạc bộ bóng đá PSV Eindhoven, ghi được 50 bàn thắng trong 124 trận trên mọi đấu trường. Anh còn là vua phá lưới với 22 bàn thắng trong 30 trận, anh đã giúp đội bóng giành chức vô địch Eredivisie mùa giải 2014–15. Anh gia nhập Manchester United vào tháng 5 năm 2015 thông qua một mức phí 25 triệu bảng. Tháng 1 năm 2017, anh chuyển đến Pháp khoác áo Lyon. Sau 4 mùa bóng tại Pháp, anh ký hợp đồng với Barcelona theo dạng tự do trong mùa hè 2021.
Depay là thành viên của đội tuyển U-17 Hà Lan vô địch châu Âu vào năm 2011. Anh có màn ra mắt đội tuyển quốc gia trong năm 2013 và thành viên trong đội hình tuyển Hà Lan tham dự các giải đấu lớn là World Cup 2014, Euro 2020 và World Cup 2022.

## Sự nghiệp câu lạc bộ

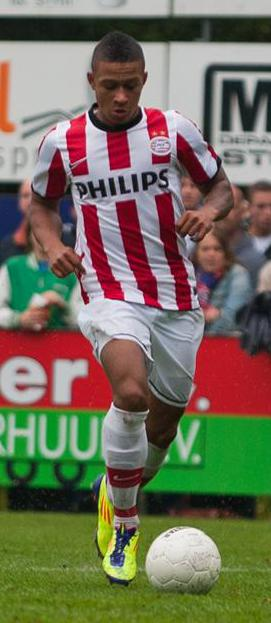
Depay ra mắt chính thức cho PSV vào ngày 21 tháng 9 năm 2011

Memphis sinh ra tại Moordrecht, ngoại ô Rotterdam. Cha anh là người Ghana còn mẹ anh là người Hà Lan. Cha mẹ anh li dị khi anh chỉ mới bốn tuổi và quyền nuôi con thuộc về người mẹ. Anh gia nhập học viện của Sparta Rotterdam năm chín tuổi và các huấn luyện viên tại đây nhận thấy anh có vấn đề về mặt tâm lý và kiểm soát bản thân do ảnh hưởng của sự đổ vỡ gia đình. Ba năm sau đó, anh chuyển sang PSV Eindhoven và lần lượt thi đấu cho các đội trẻ của câu lạc bộ này.
Sau năm mùa bóng với đội trẻ, Memphis có trận đấu chính thức đầu tiên cho đội một PSV tại Cúp KNVB với Noordwijkerhout vào tháng 9 năm 2011, lập cú đúp trong chiến thắng 8-0 sau hai lượt trận. Ngày 26 tháng 2 năm 2012, Memphis có trận đấu đầu tiên tại Giải vô địch bóng đá Hà Lan (Eredivisie) trong chiến thắng 3-2 trước Feyenoord Rotterdam. Ngày 18 tháng 3, Memphis có bàn thắng đầu tiên tại Eredivisie trong chiến thắng 5-1 trước SC Heerenveen. Anh có tám lần ra sân tại Eredivisie trong mùa giải này.

### PSV Eindhoven
Ngày 29 tháng 6 năm 2012, Memphis ký hợp đồng thi đấu bóng đá chuyên nghiệp đầu tiên với PSV, theo đó anh sẽ gắn bó với đội chủ sân Philips đến năm 2017. Trong mùa giải 2012-13, anh có 20 lần ra sân cho PSV và ghi được ba bàn thắng.

#### 2013-14
Đến mùa giải 2013-14, anh được huấn luyện viên Phillip Cocu chỉ định thay thế vị trí tiền vệ cánh trái do tiền vệ người Bỉ Dries Mertens để lại sau khi cầu thủ này chuyển đến Napoli. Ngày 30 tháng 7 năm 2013, Memphis có được bàn thắng tại trận đấu vòng sơ loại thứ nhất UEFA Champions League 2013-14 giúp PSV đánh bại Zulte Waregem 2—0 nhưng PSV sau đó không thể giành quyền tham dự vòng bảng UEFA Champions League 2013-14 sau trận thua 3-0 trước Milan. Tại đấu trường Europa League, Memphis ghi bàn trong chiến thắng 2-0 trước Chornomorets Odesa ngày 3 tháng 10.
Ngày 15 tháng 12 năm 2013, Memphis giúp PSV có được chiến thắng thứ hai trong chuỗi 13 trận đấu đáng thất vọng với cú đúp trong chiến thắng 5—1 trước Utrecht. Vào cuối mùa giải, anh giúp PSV chắc suất dự cúp châu Âu với vị trí thứ tư tại Eredivisie bằng pha ghi bàn trong chiến thắng 2-0 trước NAC Breda. Kết thúc mùa giải 2013-14, anh có tổng cộng 12 bàn thắng và 8 pha kiến tạo.

#### 2014-15
Memphis mở đầu mùa bóng 2014-15 bằng một bàn thắng và một pha kiến tạo khi vào sân từ băng ghế dự bị trong chiến thắng 3-2 trước đội bóng Áo SKN St. Pölten tại lượt về vòng sơ loại thứ ba UEFA Europa League 2014-15 để đưa PSV vào vòng đấu tiếp theo với chiến thắng 4-2 chung cuộc. Trong trận đấu đầu tiên của Eredivisie 2014-15 ngày 10 tháng 8 năm 2014, Memphis đã lập cú đúp giúp PSV thắng Willem II 3-1. Đến trận đấu tiếp theo, Memphis có hai pha đá phạt trực tiếp thành bàn và còn góp một lần kiến tạo trong chiến thắng 6-1 trước NAC Breda. Phong độ ấn tượng của anh tiếp tục được duy trì với cú đúp trong trận thắng 2-0 trước FC Shakhtyor Salihorsk tại lượt về vòng play-of Europa League.
Ngày 18 tháng 4 năm 2015, Memphis ghi bàn thắng từ đá phạt trực tiếp trong chiến thắng 4-1 trước Heerenveen để giúp PSV đăng quang Eredivisie trước ba vòng đấu và đây là danh hiệu thứ 22 trong lịch sử câu lạc bộ. Depay lại tiếp tục có pha đá phạt trực tiếp thành bàn thứ bảy trong mùa giải trong chiến thắng 2-0 trước Heracles. Anh đồng thời trở thành vua phá lưới Eredivisie 2014-15 với tổng cộng 22 bàn thắng.

### Manchester United
Vào ngày 7 tháng 5 năm 2015, PSV Eindhoven xác nhận đã đạt được thỏa thuận với Manchester United về thương vụ chuyển nhượng Memphis Depay. Thương vụ sẽ sớm được hoàn tất trong tháng 6 năm 2015 khi thị trường chuyển nhượng mở cửa. Giá trị của thương vụ vào khoảng 31 triệu Bảng Anh.
Vào ngày 12 tháng 6 năm 2015, Memphis Depay đã vượt qua buổi kiểm tra sức khỏe và chính thức có lễ ra mắt tại câu lạc bộ mới Manchester United. Anh đã đặt bút ký vào bản hợp đồng có thời hạn 4 năm kèm theo lựa chọn gia hạn hợp đồng thêm một năm.

#### 2015-16
Depay có trận đấu đầu tiên tại Premier League vào ngày 8 tháng 8. MU giành chiến thắng 1-0 trước Tottenham Hotspur tại Old Trafford và Depay bị thay ra ở phút 68 bởi Ander Herrera. Ngày 18 tháng 8, anh có được cú đúp bàn thắng chính thức đầu tiên cho MU với cú đúp vào lưới đội bóng Bỉ Club Brugge tại lượt đi vòng sơ loại cuối cùng UEFA Champions League. Trong trận này anh còn có một kiến tạo giúp đội bóng Anh giành chiến thắng 3-1.
Trong thời gian thi đấu cho MU, Depay ghi được 7 bàn trong 53 trận cho "Quỷ Đỏ".

### Lyon

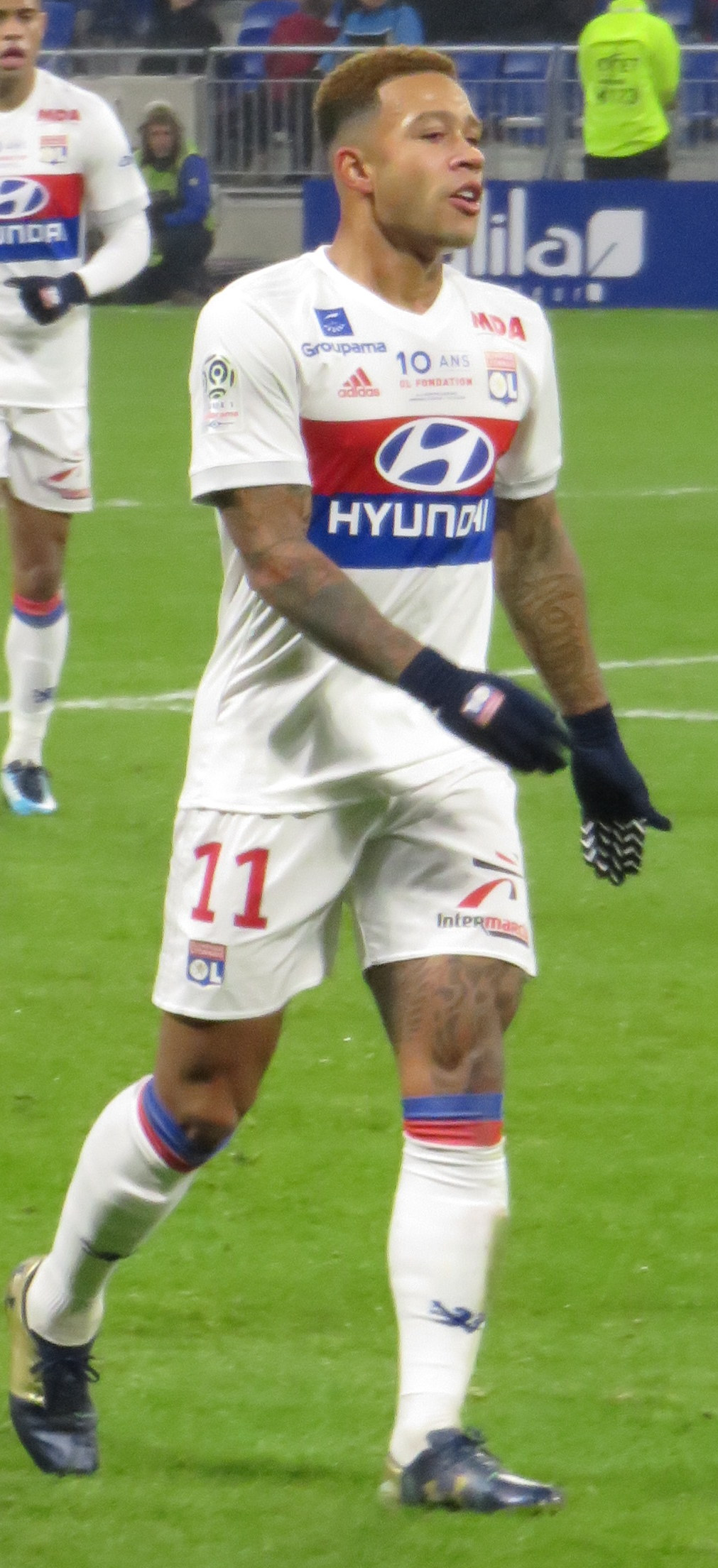
Memphis Depay thi đấu cho Lyon năm 2017

Ngày 20 tháng 1 năm 2017, Depay ký hợp đồng có thời hạn 4 năm rưỡi với đội bóng của Pháp là Lyon. Phí chuyển nhượng ban đầu là 16 triệu £ và có thể lên đến 21,7 triệu £ nếu Lyon giành quyền tham dự UEFA Champions League và Depay ký hợp đồng mới với Lyon. Hợp đồng cũng quy định quyền ưu tiên mua lại của Manchester United.
Trong thời gian thi đấu tại Lyon, Depay có được tổng cộng 76 bàn thắng trong tổng số 178 lần ra sân.

### Barcelona

#### 2021-22
Ngày 19 tháng 6 năm 2021, Depay ký hợp đồng hai năm với Barcelona theo dạng tự do sau khi hết hợp đồng với Lyon. Ngày 15 tháng 8, Memphis có trận đấu chính thức đầu tiên cho Barcelona trong chiến thắng 4–2 trước Real Sociedad tại vòng đấu mở màn La Liga 2021-22 trên sân Camp Nou. Sáu ngày sau đó, anh có bàn thắng đầu tiên trong màu áo Barcelona khi gỡ hòa 1-1 ở những phút cuối trận đấu vòng 2 La Liga với Athletic Bilbao. Ngày 29 tháng 8, anh ghi bàn trận thứ hai liên tiếp, giúp Barca thắng 2-1 khi tiếp Getafe.
Đến trận đấu vòng 7 La Liga ngày 26 tháng 9, Depay giúp Barca hạ đội khách Levante 3-0 để vươn lên thứ năm La Liga khi chính anh là người đem đến quả phạt đền và thực hiện thành công mở tỉ số trận đấu.

### Atlético Madrid
Vào ngày 20 tháng 1 năm 2023,Trang chủ của Atlético Madrid thông báo họ đã ký hợp đồng với Memphis Depay với mức phí chuyển nhượng 4 triệu euro.

## Sự nghiệp đội tuyển quốc gia
Memphis là thành viên đội tuyển U-17 Hà Lan giành chức vô địch Giải vô địch bóng đá U-17 châu Âu 2011 sau chiến thắng 5-2 trong trận chung kết với U-17 Đức, trận đấu mà anh cũng đóng góp một bàn thắng.
Memphis có trận đấu đầu tiên cho Đội tuyển bóng đá quốc gia Hà Lan vào ngày 15 tháng 10 năm 2013, khi vào sân thay cho Jeremain Lens ở những phút cuối trận đấu với Thổ Nhĩ Kỳ tại vòng loại World Cup 2014.
Ngày 31 tháng 5 năm 2014, Memphis được huấn luyện viên Louis van Gaal triệu tập tham dự World Cup 2014 tại Brasil. Trong trận đấu thứ hai tại vòng bảng với Úc, anh vào sân từ băng ghế dự bị ở phút thứ 48 thay cho Bruno Martins Indi và đã ghi bàn thắng ấn định chiến thắng 3-2 cho Hà Lan với một cú sút xa từ ngoài vòng cấm. Với bàn thắng này, anh cũng chính thức trở thành cầu thủ trẻ nhất ghi bàn cho đội tuyển Hà Lan tại một vòng chung kết World Cup. Đến trận cuối cùng của vòng bảng với Chile ngày 23 tháng 6 tại São Paulo, anh đã ghi bàn thắng ấn định chiến thắng 2-0 cho Hà Lan từ đường chuyền của Arjen Robben.
Ngày 17 tháng 11 năm 2021, Hà Lan đoạt tấm vé trực tiếp tham dự World Cup 2022 sau chiến thắng Na Uy 2-0 ở lượt trận cuối bảng G, trong đó Depay là người ấn định tỉ số ở phút bù giờ đầu tiên. Tại giải này, anh chỉ có được một bàn thắng duy nhất trong trận thắng 3-1 trước Hoa Kỳ.

## Thống kê sự nghiệp

### Câu lạc bộ
Tính đến ngày 19 tháng 5 năm 2024.
| Câu lạc bộ          | Mùa giải            | Giải đấu            | Giải đấu      | Giải đấu     | Cúp quốc gia  | Cúp quốc gia | Cúp liên đoàn | Cúp liên đoàn | Châu Âu       | Châu Âu      | Khác          | Khác         | Tổng cộng     | Tổng cộng    |
| Câu lạc bộ          | Mùa giải            | Giải đấu            | Số lần ra sân | Số bàn thắng | Số lần ra sân | Số bàn thắng | Số lần ra sân | Số bàn thắng  | Số lần ra sân | Số bàn thắng | Số lần ra sân | Số bàn thắng | Số lần ra sân | Số bàn thắng |
| ------------------- | ------------------- | ------------------- | ------------- | ------------ | ------------- | ------------ | ------------- | ------------- | ------------- | ------------ | ------------- | ------------ | ------------- | ------------ |
| PSV                 | 2011–12             | Eredivisie          | 8             | 3            | 3             | 2            | —             | —             | 0             | 0            | 0             | 0            | 11            | 5            |
| PSV                 | 2012–13             | Eredivisie          | 20            | 2            | 4             | 1            | —             | —             | 5             | 0            | 1             | 0            | 30            | 3            |
| PSV                 | 2013–14             | Eredivisie          | 32            | 12           | 1             | 0            | —             | —             | 10            | 2            | 0             | 0            | 43            | 14           |
| PSV                 | 2014–15             | Eredivisie          | 30            | 22           | 1             | 0            | —             | —             | 9             | 6            | 0             | 0            | 40            | 28           |
| PSV                 | Tổng cộng           | Tổng cộng           | 90            | 39           | 9             | 3            | —             | —             | 24            | 8            | 1             | 0            | 124           | 50           |
| Manchester United   | 2015–16             | Premier League      | 29            | 2            | 3             | 0            | 2             | 0             | 11            | 5            | 0             | 0            | 45            | 7            |
| Manchester United   | 2016–17             | Premier League      | 4             | 0            | 0             | 0            | 1             | 0             | 3             | 0            | 0             | 0            | 8             | 0            |
| Manchester United   | Tổng cộng           | Tổng cộng           | 33            | 2            | 3             | 0            | 3             | 0             | 14            | 5            | 0             | 0            | 53            | 7            |
| Lyon                | 2016–17             | Ligue 1             | 17            | 5            | 1             | 0            | 0             | 0             | —             | —            | —             | —            | 18            | 5            |
| Lyon                | 2017–18             | Ligue 1             | 36            | 19           | 4             | 0            | 1             | 0             | 10            | 3            | —             | —            | 51            | 22           |
| Lyon                | 2018–19             | Ligue 1             | 36            | 10           | 2             | 1            | 1             | 0             | 8             | 1            | —             | —            | 47            | 12           |
| Lyon                | 2019–20             | Ligue 1             | 13            | 9            | 0             | 0            | 1             | 0             | 8             | 6            | —             | —            | 22            | 15           |
| Lyon                | 2020–21             | Ligue 1             | 37            | 20           | 3             | 2            | —             | —             | —             | —            | —             | —            | 40            | 22           |
| Lyon                | Tổng cộng           | Tổng cộng           | 139           | 63           | 10            | 3            | 3             | 0             | 26            | 10           | 0             | 0            | 178           | 76           |
| Barcelona           | 2021–22             | La Liga             | 28            | 12           | 0             | 0            | —             | —             | 9             | 1            | 1             | 0            | 38            | 13           |
| Barcelona           | 2022–23             | La Liga             | 2             | 1            | 1             | 0            | —             | —             | 1             | 0            | 0             | 0            | 4             | 1            |
| Barcelona           | Tổng cộng           | Tổng cộng           | 30            | 13           | 1             | 0            | 0             | 0             | 10            | 1            | 1             | 0            | 42            | 14           |
| Atlético Madrid     | 2022–23             | La Liga             | 8             | 4            | 1             | 0            | —             | —             | —             | —            | —             | —            | 9             | 4            |
| Atlético Madrid     | 2023–24             | La Liga             | 23            | 5            | 5             | 3            | —             | —             | 3             | 1            | 0             | 0            | 31            | 9            |
| Atlético Madrid     | Tổng cộng           | Tổng cộng           | 31            | 9            | 6             | 3            | 0             | 0             | 3             | 1            | 0             | 0            | 40            | 13           |
| Tổng cộng sự nghiệp | Tổng cộng sự nghiệp | Tổng cộng sự nghiệp | 323           | 126          | 29            | 8            | 6             | 0             | 77            | 25           | 2             | 0            | 437           | 159          |

Chú thích
1. ↑  Bao gồm KNVB Cup và FA Cup.
2. ↑  Bao gồm UEFA Champions League và UEFA Europa League.
3. ↑  Bao gồm Johan Cruijff Shield và FA Community Shield.

### Đội tuyển quốc gia
Số liệu thống kê tính đến ngày 10 tháng 7 năm 2024.
| Đội tuyển quốc gia Hà Lan | Đội tuyển quốc gia Hà Lan | Đội tuyển quốc gia Hà Lan |
| Năm                       | Số lần ra sân             | Số bàn thắng              |
| ------------------------- | ------------------------- | ------------------------- |
| 2013                      | 3                         | 0                         |
| 2014                      | 10                        | 2                         |
| 2015                      | 8                         | 1                         |
| 2016                      | 6                         | 2                         |
| 2017                      | 7                         | 3                         |
| 2018                      | 10                        | 5                         |
| 2019                      | 8                         | 6                         |
| 2020                      | 7                         | 2                         |
| 2021                      | 16                        | 17                        |
| 2022                      | 11                        | 5                         |
| 2023                      | 2                         | 1                         |
| 2024                      | 10                        | 2                         |
| Tổng cộng                 | 98                        | 46                        |

### Bàn thắng cho đội tuyển quốc gia
Bàn thắng và kết quả của Hà Lan được để trước.
| #  | Ngày                 | Địa điểm                                                | Đối thủ              | Bàn thắng | Kết quả | Giải đấu                      |
| -- | -------------------- | ------------------------------------------------------- | -------------------- | --------- | ------- | ----------------------------- |
| 1  | 18 tháng 6 năm 2014  | Sân vận động Beira-Rio, Porto Alegre, Brasil            | Úc                   | 3–2       | 3–2     | FIFA World Cup 2014           |
| 2  | 23 tháng 6 năm 2014  | Arena Corinthians, São Paulo, Brasil                    | Chile                | 2–0       | 2–0     | FIFA World Cup 2014           |
| 3  | 5 tháng 6 năm 2015   | Johan Cruyff Arena, Amsterdam, Hà Lan                   | Hoa Kỳ               | 3–1       | 3–4     | Giao hữu                      |
| 4  | 13 tháng 11 năm 2016 | Sân vận động Josy Barthel, Luxembourg City, Luxembourg  | Luxembourg           | 2–1       | 3–1     | Vòng loại FIFA World Cup 2018 |
| 5  | 13 tháng 11 năm 2016 | Sân vận động Josy Barthel, Luxembourg City, Luxembourg  | Luxembourg           | 3–1       | 3–1     | Vòng loại FIFA World Cup 2018 |
| 6  | 7 tháng 10 năm 2017  | Borisov Arena, Borisov, Belarus                         | Belarus              | 3–1       | 3–1     | Vòng loại FIFA World Cup 2018 |
| 7  | 9 tháng 11 năm 2017  | Sân vận động Pittodrie, Aberdeen, Scotland              | Scotland             | 1–0       | 1–0     | Giao hữu                      |
| 8  | 14 tháng 11 năm 2017 | Arena Națională, Bucharest, România                     | România              | 1–0       | 3–0     | Giao hữu                      |
| 9  | 26 tháng 3 năm 2018  | Sân vận động Genève, Genève, Thụy Sĩ                    | Bồ Đào Nha           | 1–0       | 3–0     | Giao hữu                      |
| 10 | 6 tháng 9 năm 2018   | Johan Cruyff Arena, Amsterdam, Hà Lan                   | Perú                 | 1–1       | 2–1     | Giao hữu                      |
| 11 | 6 tháng 9 năm 2018   | Johan Cruyff Arena, Amsterdam, Hà Lan                   | Perú                 | 2–1       | 2–1     | Giao hữu                      |
| 12 | 13 tháng 10 năm 2018 | Johan Cruyff Arena, Amsterdam, Hà Lan                   | Đức                  | 2–0       | 3–0     | UEFA Nations League 2018–19   |
| 13 | 16 tháng 11 năm 2018 | De Kuip, Rotterdam, Hà Lan                              | Pháp                 | 2–0       | 2–0     | UEFA Nations League 2018–19   |
| 14 | 21 tháng 3 năm 2019  | De Kuip, Rotterdam, Hà Lan                              | Belarus              | 1–0       | 4–0     | Vòng loại UEFA Euro 2020      |
| 15 | 21 tháng 3 năm 2019  | De Kuip, Rotterdam, Hà Lan                              | Belarus              | 3–0       | 4–0     | Vòng loại UEFA Euro 2020      |
| 16 | 24 tháng 3 năm 2019  | Johan Cruyff Arena, Amsterdam, Hà Lan                   | Đức                  | 2–2       | 2–3     | Vòng loại UEFA Euro 2020      |
| 17 | 9 tháng 9 năm 2019   | A. Le Coq Arena, Tallinn, Estonia                       | Estonia              | 3–0       | 4–0     | Vòng loại UEFA Euro 2020      |
| 18 | 10 tháng 10 năm 2019 | De Kuip, Rotterdam, Hà Lan                              | Bắc Ireland          | 1–1       | 3–1     | Vòng loại UEFA Euro 2020      |
| 19 | 10 tháng 10 năm 2019 | De Kuip, Rotterdam, Hà Lan                              | Bắc Ireland          | 3–1       | 3–1     | Vòng loại UEFA Euro 2020      |
| 20 | 15 tháng 11 năm 2020 | Johan Cruyff Arena, Amsterdam, Hà Lan                   | Bosna và Hercegovina | 3–0       | 3–1     | UEFA Nations League 2020–21   |
| 21 | 18 tháng 11 năm 2020 | Sân vận động Śląski, Chorzów, Ba Lan                    | Ba Lan               | 1–1       | 2–1     | UEFA Nations League 2020–21   |
| 22 | 30 tháng 3 năm 2021  | Sân vận động Victoria, Gibraltar                        | Gibraltar            | 3–0       | 7–0     | Vòng loại FIFA World Cup 2022 |
| 23 | 30 tháng 3 năm 2021  | Sân vận động Victoria, Gibraltar                        | Gibraltar            | 7–0       | 7–0     | Vòng loại FIFA World Cup 2022 |
| 24 | 2 tháng 6 năm 2021   | Sân vận động Algarve, Faro/Loulé, Bồ Đào Nha            | Scotland             | 1–1       | 2–2     | Giao hữu                      |
| 25 | 2 tháng 6 năm 2021   | Sân vận động Algarve, Faro/Loulé, Bồ Đào Nha            | Scotland             | 2–2       | 2–2     | Giao hữu                      |
| 26 | 6 tháng 6 năm 2021   | De Grolsch Veste, Enschede, Hà Lan                      | Gruzia               | 1–0       | 3–0     | Giao hữu                      |
| 27 | 17 tháng 6 năm 2021  | Johan Cruyff Arena, Amsterdam, Hà Lan                   | Áo                   | 1–0       | 2–0     | UEFA Euro 2020                |
| 28 | 21 tháng 6 năm 2021  | Johan Cruyff Arena, Amsterdam, Hà Lan                   | Bắc Macedonia        | 1–0       | 3–0     | UEFA Euro 2020                |
| 29 | 4 tháng 9 năm 2021   | Sân vận động Philips, Eindhoven, Hà Lan                 | Montenegro           | 1–0       | 4–0     | Vòng loại FIFA World Cup 2022 |
| 30 | 4 tháng 9 năm 2021   | Sân vận động Philips, Eindhoven, Hà Lan                 | Montenegro           | 2–0       | 4–0     | Vòng loại FIFA World Cup 2022 |
| 31 | 7 tháng 9 năm 2021   | Johan Cruyff Arena, Amsterdam, Hà Lan                   | Thổ Nhĩ Kỳ           | 1–0       | 2–0     | Vòng loại FIFA World Cup 2022 |
| 32 | 7 tháng 9 năm 2021   | Johan Cruyff Arena, Amsterdam, Hà Lan                   | Thổ Nhĩ Kỳ           | 3–0       | 2–0     | Vòng loại FIFA World Cup 2022 |
| 33 | 7 tháng 9 năm 2021   | Johan Cruyff Arena, Amsterdam, Hà Lan                   | Thổ Nhĩ Kỳ           | 4–0       | 2–0     | Vòng loại FIFA World Cup 2022 |
| 34 | 11 tháng 10 năm 2021 | De Kuip, Rotterdam, Hà Lan                              | Gibraltar            | 2–0       | 6–0     | Vòng loại FIFA World Cup 2022 |
| 35 | 11 tháng 10 năm 2021 | De Kuip, Rotterdam, Hà Lan                              | Gibraltar            | 3–0       | 6–0     | Vòng loại FIFA World Cup 2022 |
| 36 | 13 tháng 11 năm 2021 | Sân vận động Thành phố Podgorica, Podgorica, Montenegro | Montenegro           | 1–0       | 2–2     | Vòng loại FIFA World Cup 2022 |
| 37 | 13 tháng 11 năm 2021 | Sân vận động Thành phố Podgorica, Podgorica, Montenegro | Montenegro           | 2–0       | 2–2     | Vòng loại FIFA World Cup 2022 |
| 38 | 16 tháng 11 năm 2021 | De Kuip, Rotterdam, Hà Lan                              | Na Uy                | 2–0       | 2–0     | Vòng loại FIFA World Cup 2022 |
| 39 | 26 tháng 3 năm 2022  | Johan Cruyff Arena, Amsterdam, Hà Lan                   | Đan Mạch             | 3–1       | 4–2     | Giao hữu                      |
| 40 | 3 tháng 6 năm 2022   | Sân vận động Nhà vua Baudouin, Brussels, Bỉ             | Bỉ                   | 2–0       | 4–1     | UEFA Nations League 2022–23   |
| 41 | 3 tháng 6 năm 2022   | Sân vận động Nhà vua Baudouin, Brussels, Bỉ             | Bỉ                   | 3–0       | 4–1     | UEFA Nations League 2022–23   |
| 42 | 14 tháng 6 năm 2022  | De Kuip, Rotterdam, Hà Lan                              | Wales                | 3–2       | 3–2     | UEFA Nations League 2022–23   |
| 43 | 3 tháng 12 năm 2022  | Sân vận động Quốc tế Khalifa, Al Rayyan, Qatar          | Hoa Kỳ               | 1–0       | 3–1     | FIFA World Cup 2022           |
| 44 | 27 tháng 3 năm 2023  | De Kuip, Rotterdam, Hà Lan                              | Gibraltar            | 1–0       | 3–0     | Vòng loại UEFA Euro 2024      |
| 45 | 6 tháng 6 năm 2024   | De Kuip, Rotterdam, Hà Lan                              | Canada               | 1–0       | 4–0     | Giao hữu                      |
| 46 | 25 tháng 6 năm 2024  | Westfalenstadion, Dortmund, Đức                         | Áo                   | 2–2       | 2–3     | UEFA Euro 2024                |

## Danh hiệu

### Câu lạc bộ
PSV Eindhoven
- Cúp KNVB (1): 2011–12
- Siêu cúp bóng đá Hà Lan (1): 2012
- Eredivisie (1): 2014–15

### Đội tuyển quốc gia
U-17 Hà Lan
- Giải vô địch bóng đá U-17 châu Âu (1): 2011

Hà Lan
- Hạng 3 FIFA World Cup 2014
- Á quân Giải vô địch bóng đá các quốc gia châu Âu 2018–19

### Cá nhân
- Vua phá lưới Giải vô địch Quốc gia Hà Lan mùa giải 2014-2015 (22 bàn thắng).
- Cầu thủ trẻ xuất sắc nhất giải Eredivisie, Hà Lan mùa giải 2014-2015.